# Planta irregular
Uma planta irregular é uma planta sem qualquer aparência de ordenação, geralmente sobre terrenos muito acidentados e edificações extremamente próximas umas das outras.
As suas principais características são: ruas estreitas e sinuosas que dificultam a circulação; existência de becos sem saída; não foi uma cidade planeada; é característica das cidades muçulmanas ou a marca da passagem destes povos.
Em Portugal este tipo de planta (ou malha urbana) é característico na ocupação moura das cidades muçulmanas e medievais, como os bairros da Mouraria e Alfama em Lisboa.